# Cordaville (Massachusetts)
Cordaville é um lugar designado pelo censo localizado no condado de Worcester no estado estadounidense de Massachusetts. No Censo de 2010 tinha uma população de 2.650 habitantes e uma densidade populacional de 561,56 pessoas por km².

## Geografia
Cordaville encontra-se localizado nas coordenadas 42° 16′ 19″ N, 71° 31′ 22″ O. Segundo a Departamento do Censo dos Estados Unidos, Cordaville tem uma superfície total de 4,72 km², da qual 4,71 km² correspondem a terra firme e (0,22%) 0,01 km² é água.

## Demografia
Segundo o censo de 2010, tinha 2.650 habitantes residindo em Cordaville. A densidade populacional era de 561,56 hab./km². Dos 2.650 habitantes, Cordaville estava composto pelo 87,32% brancos, o 0,72% eram afroamericanos, o 0,11% eram amerindios, o 9,4% eram asiáticos, o 0% eram insulares do Pacífico, o 0,68% eram de outras raças e o 1,77% pertenciam a duas ou mais raças. Do total da população o 2,53% eram hispanos ou latinos de qualquer raça.